# SoftServe
SoftServe — украинская ИТ компания, работающая в сфере разработки программного обеспечения и предоставления консультационных услуг..
Главные офисы компании находятся в Остине (Техас, США) и Львове, Украина, в европейских и американских офисах компании работает более 11000 сотрудников. SoftServe является одной из крупнейших компаний-разработчиков программного обеспечения в Центральной и Восточной Европе.

## История
Компания SoftServe была основана в 1993 году во Львове, Украина. Компанию основали два аспиранта Национального университета «Львовская политехника» Тарас Кицмей и Ярослав Любинец, они же и определили первоочередное направление деятельности компании — разработка программного обеспечения. Центральный офис компании был основан во Львове. Первыми, кто поддержал компанию на пути к развитию стал Политехнический институт Ренсселира, а первым известным клиентом — компания General Electric.
В 2000 году компания открыла свой первый офис в США.
Компания SoftServe сыграла важную роль в создании сервиса Microsoft Bird’s Eye в 2004 году. Такой же концепт позже использовала компания Google в разработке Google Street View. За свой вклад в разработку проекта SoftServe был приглашен к выступлению на ежегодной конференции Microsoft, где компания показала пример построения бизнес-приложений технологическими корпорациями.
В 2008 году SoftServe также стал соучредителем Львовской бизнес-школы при Украинском католическом университете.
В 2008 году компания открыла американскую штаб-квартиру в Форт-Майерс, штат Флорида.
В 2014 году SoftServe перенес свою американскую штаб-квартиру из Флориды в Остин, штат Техас. В том же году SoftServe открыл офисы в Лондоне, Амстердаме, Софии, Вроцлаве и Стокгольме. Также, в 2014 году компания выкупила Амстердамскую фирму по предоставлению технических услуг Initium Consulting Group BV. Эта компания была основана в 2012 году и обслуживала в основном отрасль здравоохранения и частных инвестиций. SoftServe также приобрел европейскую ИТ-компании UGE UkrGermanEnterprise GmbH за $2м. И также открыл новый главный офис во Львове.
В 2017 году SoftServe приобрел польскую компанию-разработчика Coders Center, специализирующаяся на системах управления контентом корпораций и платформах электронной коммерции. В этом же году был открыт офис в Харькове.
По состоянию на 2017 SoftServe была одной из крупнейших аутсорсинговых ИТ-компаний на Украине, со штатом в 4500 сотрудников, уступая количеством персонала только EPAM Systems. В 2018 году количество работников компании увеличилась до 5000. Уже в начале 2019 количество работников увеличилась  до 6000.

## Деятельность компании
SoftServe имеет значительный опыт в разработке программного обеспечения в направлениях Cloud, Security, UX Design, Big Analytics, Internet of Things. Главными сферами, для которых компания разрабатывает программные решения, является healthcare, retail, financial services и software.

## Награды
- «Лучший Работодатель Центральной и Восточной Европы» по международной версии AON Hewitt в 2011, 2013-2014 гг.[12]
- Лучший работодатель Украины 2012 г., 2013 г. и 2015 г. по версии DOU[13]
- Лучший работодатель Украины в конкурсе «Премия HR-Brand Украина 2012»[14]
- В 2017 году компания попала в список самых желанных работодателей для кандидатов с опытом работы по результатам ежегодного исследования EY «Лучший работодатель»
- В 2010, 2011, 2013-2017 годах компания SoftServe вошла в список Global Outsourcing 100 list[15]